# Bulimulus bonariensis
Bulimulus bonariensis es una especie de caracol terrestre de la familia Bulimulidae.

## Descripción
Estos caracoles pueden alcanzar aproximadamente 2,5 cm de longitud. Sus conchas son estrechas y puntiagudas con 5-7 verticilos de color blanco o marrón amarillento claro. A veces, están marcadas con líneas más oscuras. El cuerpo blando es blanco o blanquecino, con una pigmentación gris más oscura a lo largo de los pedúnculos.

## Distribución
B. bonariensis es originario del sureste de América del Sur, incluido Uruguay, el noreste de Argentina, Paraguay y los bosques costeros atlánticos de Brasil desde Rio Grande do Sul hasta el norte del estado de Espírito Santo. También existen registros dispersos del norte de Sudamérica (Ecuador, Colombia, Venezuela) y Centroamérica (Panamá, Nicaragua)
B. bonariensis se introdujo en el sureste de los Estados Unidos, propagándose rápidamente. A enero de 2024, se ha extendido por Florida y la costa de Alabama y alrededor de Houston (Texas), con registros dispersos en la costa de Georgia, Carolina del Sur, Mississippi y Luisiana, así como alrededor de Austin y College Station, y en varias otras áreas del este y sur de Texas. También en los estados de Coahuila y Nuevo León en México.
Fue reportado por primera vez en Florida, en el área de Jacksonville, en 2009 y llegando al oeste de la península en 2017.

## Hábitat
Estos caracoles pueden prosperar en ambientes agrícolas perturbados.

## Ecología
Los huevos son enterrados en el suelo. Los juveniles nacen con una concha blanda y deben consumir calcio para desarrollar su dureza. Los adultos son hermafroditas que se dedican a la reproducción sexual. Pueden vivir más de un año. La dieta normal consiste en materia vegetal muerta y en descomposición. Tienden a agregarse en microhábitats húmedos.
B. bonariensis es una plaga emergente de cultivos. Las preocupaciones incluyen interferir con el equipo de riego al cubrir los microchorros y ser absorbidos por el equipo de recolección de maní, causando contaminación.  Normalmente no consume cultivos, pero puede alimentarse de plantas en sitios con daño previo (p. ej., por heladas u otros herbívoros) o de plántulas. Al igual que otras especies invasoras exitosas, su alta capacidad reproductiva, una dieta generalista y la liberación de enemigos coevolucionados probablemente hayan contribuido a su propagación. Al parecer, el caraú se los come.

## Taxonomía
B. bonariensis fue descrito originalmente como Siphalomphix bonariensis por Rafinesque en 1833. La localidad típica es el noreste de Argentina.
Se reconocen las siguientes subespecies:
- Bulimulus bonariensis bonariensis (Rafinesque, 1833)
- Bulimulus bonariensis sporadicus (d'Orbigny, 1835)[2]

### Etimología
El epíteto específico bonariensis significa "de Buenos Aires, Argentina".